# Kuurne-Brussel·les-Kuurne 2022
La Kuurne-Brussel·les-Kuurne 2024 va ser la 74a edició de la Kuurne-Brussel·les-Kuurne. Es disputà el 27 de febrer de 2022 sobre un recorregut de 195,1 km amb sortida i arribada a Kuurne.
El vencedor final fou el neerlandès Fabio Jakobsen (Quick-Step Alpha Vinyl) que s'imposà a l'esprint a Caleb Ewan (Lotto-Soudal) i Hugo Hofstetter (Arkéa-Samsic), segon i tercer respectivament.

## Equips
L'organització convidà a 25 equips a prendre part en aquesta cursa, 17 WorldTeams i 8 ProTeams:
| WorldTeams (17)- AG2R Citroën Team - Bora-Hansgrohe - Bahrain Victorious - Cofidis - EF Education-EasyPost - Groupama-FDJ - Ineos Grenadiers - Intermarché-Wanty-Gobert Matériaux - Israel-Premier Tech - Jumbo-Visma - Lotto-Soudal - Movistar Team - Quick-Step Alpha Vinyl - BikeExchange-Jayco - Team DSM - Trek-Segafredo - UAE Team Emirates ProTeams (8)- Alpecin-Fenix - B&B Hotels-KTM - Bingoal Pauwels Sauces WB - Human Powered Health - Sport Vlaanderen-Baloise - Arkéa-Samsic - TotalEnergies - Uno-X Pro Cycling Team |
| |

## Classificació final
| \| Classificació general \| Classificació general \| Classificació general \| Classificació general \| Classificació general \| \| Corredor \| Corredor \| Equip \| Temps \| \| \| --------------------- \| --------------------- \| ---------------------------------- \| --------------------- \| --------------------- \| \| 1r \| Fabio Jakobsen \| Quick-Step Alpha Vinyl \| 4h 32' 13" \| \| \| 2n \| Caleb Ewan \| Lotto-Soudal \| + 0" \| \| \| 3r \| Hugo Hofstetter \| Arkéa-Samsic \| + 0" \| \| \| 4t \| Daniel McLay \| Arkéa-Samsic \| + 0" \| \| \| 5è \| Giacomo Nizzolo \| Israel-Premier Tech \| + 0" \| \| \| 6è \| Dries Van Gestel \| TotalEnergies \| + 0" \| \| \| 7è \| Amaury Capiot \| Arkéa-Samsic \| + 0" \| \| \| 8è \| Christophe Laporte \| Jumbo-Visma \| + 0" \| \| \| 9è \| Matteo Trentin \| UAE Team Emirates \| + 0" \| \| \| 10è \| Taco van der Hoorn \| Intermarché-Wanty-Gobert Matériaux \| + 0" \| \| |                    |                                    |            |
| |                    |                                    |            |
| Font: ProCyclingStats |                    |                                    |            |
| Classificació general |                    |                                    |            |
| Corredor | Corredor           | Equip                              | Temps      |
| 1r | Fabio Jakobsen     | Quick-Step Alpha Vinyl             | 4h 32' 13" |
| 2n | Caleb Ewan         | Lotto-Soudal                       | + 0"       |
| 3r | Hugo Hofstetter    | Arkéa-Samsic                       | + 0"       |
| 4t | Daniel McLay       | Arkéa-Samsic                       | + 0"       |
| 5è | Giacomo Nizzolo    | Israel-Premier Tech                | + 0"       |
| 6è | Dries Van Gestel   | TotalEnergies                      | + 0"       |
| 7è | Amaury Capiot      | Arkéa-Samsic                       | + 0"       |
| 8è | Christophe Laporte | Jumbo-Visma                        | + 0"       |
| 9è | Matteo Trentin     | UAE Team Emirates                  | + 0"       |
| 10è | Taco van der Hoorn | Intermarché-Wanty-Gobert Matériaux | + 0"       |